# Europium(II)-borat
Europium(II)-borat (Eu3[BO3]2) ist ein Salz aus Europium und dem Borat-Anion. Neben dem Europium(II)-borat existiert ebenfalls das Europium(III)-borat (Eu[BO3]).

## Gewinnung und Darstellung
Europium(II)-borat kann über eine borothermische Reduktion aus Europiumsesquioxid mit elementaren Bor und Boroxid hergestellt werden.
{\displaystyle {\ce {3 Eu2O3 + 2 B + B2O3 -> 2 Eu3[BO3]2}}}
Bei dieser Reaktion wird das elementare Bor oxidiert und das Europium reduziert.

## Eigenschaften
Europium(II)-borat ist unterhalb von 7,5 K ferromagnetisch. Europium(II)-borat kristallisiert isotyp zu Takedait trigonal in der Raumgruppe R3c (Raumgruppen-Nr. 167) mit a = 906,89(3) pm und c = 1254,03(5) pm mit sechs Formeleinheiten pro Elementarzelle. Die Verbindung beginnt bei 210 °C an Luft zu oxidieren.